# Zprávař 2 – Legenda pokračuje
Zprávař 2 – Legenda pokračuje (v anglickém originále Anchorman 2: The Legend Continues) je americká filmová komedie z roku 2013. Režisérem filmu je Adam McKay. Hlavní role ve filmu ztvárnili Will Ferrell, Steve Carell, Paul Rudd, David Koechner a Christina Applegate.

## Obsazení
| Will Ferrell        | Ron Burgundy              |
| Steve Carell        | Brick Tamland             |
| Paul Rudd           | Brian Fantana             |
| David Koechner      | Champ Kind                |
| Christina Applegate | Veronica Corningstone     |
| Dylan Baker         | Freddie Shapp             |
| Meagan Good         | Linda Jackson             |
| James Marsden       | Jack Lime                 |
| Fred Willard        | Ed Harken                 |
| Kristen Wiigová     | Chani Lastnamé            |
| Greg Kinnear        | Gary                      |
| Harrison Ford       | Mack Tannen               |
| Sacha Baron Cohen   | zprávař BBC               |
| Marion Cotillard    | kanadská zprávařka        |
| Will Smith          | reportér ESPN             |
| Kirsten Dunst       |                           |
| Jim Carrey          | Scott Riles               |
| Tina Fey            | Jill Janson               |
| Liam Neeson         | moderátor History Network |
| Amy Poehlerová      | Wendy Van Peele           |
| John C. Reilly      | duch Stonewalla Jacksona  |
| Vince Vaughn        | Wes Mantooth              |
| Kanye West          | Wesley Jackson            |

## Přijetí
Film vydělal 127,4 milionů dolarů v Severní Americe a 46,3 milionů dolarů v ostatních oblastech, celkově tak vydělal 173,6 milionů dolarů po celém světě. Rozpočet filmu činil 50 milionů dolarů. Za první víkend docílil druhé nejvyšší návštěvnosti, kdy vydělal 26,2 milionů dolarů. Na první místě se umístil film Hobit: Šmakova dračí poušť.
Film získal pozitivní kritiku. Na recenzní stránce Rotten Tomatoes získal z 185 započtených recenzí 75 procent s průměrným ratingem 6,4 bodů z deseti. Na serveru Metacritic snímek získal z 40 recenzí 61 bodů ze sta. Na Česko-Slovenské filmové databázi snímek získal 59%.